# Episodi di Deadwind (seconda stagione)
La seconda stagione della serie televisiva Deadwind, composta da 8 episodi, è stata interamente pubblicata il 3 aprile 2020 sul servizio streaming Yle Areena e poi trasmessa dal 5 aprile al 24 maggio 2020 sul canale pubblico Yle TV1.
In Italia e in tutti i territori dove il servizio on demand Netflix è disponibile, la stagione è stata interamente pubblicata il 1º luglio 2020.
| nº | Titolo originale   | Titolo italiano          | Pubblicazione Finlandia | Prima TV Finlandia | Pubblicazione Italia |
| -- | ------------------ | ------------------------ | ----------------------- | ------------------ | -------------------- |
| 1  | Tähtien kuiskailua | Il sussurro delle stelle | 3 aprile 2020           | 5 aprile 2020      | 1º luglio 2020       |
| 2  | Meelika            | La Meelika               | 3 aprile 2020           | 12 aprile 2020     | 1º luglio 2020       |
| 3  | Oikeuden jumalatar | La dea della giustizia   | 3 aprile 2020           | 19 aprile 2020     | 1º luglio 2020       |
| 4  | Vaihtokaupat       | Lo scambio               | 3 aprile 2020           | 26 aprile 2020     | 1º luglio 2020       |
| 5  | Paldiski           | Paldiski                 | 3 aprile 2020           | 3 maggio 2020      | 1º luglio 2020       |
| 6  | Kadonneet          | Scomparsi                | 3 aprile 2020           | 10 maggio 2020     | 1º luglio 2020       |
| 7  | Mayday             | Mayday                   | 3 aprile 2020           | 17 maggio 2020     | 1º luglio 2020       |
| 8  | Mustaa vettä       | Acque oscure             | 3 aprile 2020           | 24 maggio 2020     | 1º luglio 2020       |